# ولادیمیر دراچف
ولادیمیر دراچف (روسی: Владимир Петрович Драчёв؛ زادهٔ ۷ مارس ۱۹۶۶) ورزشکار دوگانه، سیاستمدار، و سرباز اهل روسیه است.